# Milton Mendes
Milton Mendes (Içara, 25 de abril de 1965) é um treinador e ex-futebolista brasileiro que atuava como lateral-direito. Atualmente está sem clube.

## Carreira como treinador

### Portugal
Começou como treinador em 2002, no comando da Associação Desportiva de Machico, de Portugal, onde também treinou equipes como o Bom Sucesso e Marítimo em 2021 da Primeira divisão.

### Qatar
Depois dos trabalhos em Portugal, seguiu para times do Qatar, como o Qatar Sports Club e o Al-Shahaniya Sports Club. ganhando uma taça no Qatar Sport Clube ( taça Shaickh Tamin)

### Paraná
Em 2014, o treinador teve passagem pelo Paraná, onde conquistou seis vitórias, quatro empates e quatro derrotas em 14 jogos, com um aproveitamento de 52%. Pediu demissão após ser eliminado nas quartas de final do estadual. o clube estava com salarios em atraso onde prejudicou muito o desempenho da equipe.

### Ferroviária
Chegou à Ferroviária em outubro de 2014 e foi responsável por levar o clube à elite do futebol paulista após 19 anos, conquistando o título do Campeonato Paulista Série A2 com 3 rodadas de antecedencia . Teve aproveitamento de 78,4% em 17 jogos com 13 vitórias, um empate e três derrotas, além de 34 gols marcados e 12 sofridos. O melhor ataque e a segunda melhor defesa da competição.

### Atlético Paranaense
Em 20 de abril de 2015, foi contratado pelo Atlético Paranaense para os últimos jogos do campeonato paranaense, para salvar a equipe do rebaixamento , no campeonato brasileiro teve excelente desempenho no primeiro turno, e a fragilidade do plantel veio a sentir no segundo turno onde o treinador  Foi demitido do clube em 28 de setembro de 2015, após quatro derrotas seguidas no Campeonato Brasileiro. Milton Mendes teve 16 vitórias, cinco empates e 13 derrotas em 34 jogos. Ele deixou o Furacão no 11° lugar, sete pontos atrás do G-4 e sete à frente da zona de rebaixamento.

### Kashiwa Reysol
Em 28 de outubro de 2015, Mendes fechou com o japonês Kashiwa Reysol. Em 12 de março de 2016, alegando problemas de saúde na família, o treinador pediu demissão do clube.

### Santa Cruz
No dia 28 de março de 2016 foi contratado pelo Santa Cruz, tornando-se campeão com a equipe no final do torneio da Copa do Nordeste. Eliminou o Ceará nas quartas de final, o Bahia nas semifinais e o Campinense na final. Uma semana depois, conquistou o Campeonato Estadual contra o Sport na Ilha do Retiro. Iniciou o ano de estreia no clube com duas taças.
No Campeonato Brasileiro estava realizando uma fraca campanha estando na 19ª colocação com 18 pontos. Após a derrota para o São Paulo, pediu demissão. Milton Mendes deixou o Santa Cruz com o aproveitamento de 46,87% em 32 jogos, obtendo 12 vitórias, 9 empates e 11 derrotas.

### Vasco da Gama
Em 19 de março de 2017, assinou com o Vasco da Gama, para substituir Cristóvão Borges. No dia 16 de abril de 2017, conquistou a Taça Rio.
Na equipe cruzmaltina ficou marcado pelo seu estilo "linha dura" e por sacar jogadores considerados "líderes" do elenco como o meia Nenê e o zagueiro Rodrigo, do qual, diferente de Nenê que retornou ao time titular algum tempo depois, acabou sendo negociado com a Ponte Preta. No dia 6 de agosto de 2017, após a partida entre Ponte Preta x Vasco, válida pela 19° rodada do Campeonato Brasileiro de 2017, câmeras de TV flagraram o zagueiro desferindo empurrões no então treinador vascaíno, do qual gerou um boletim de ocorrência contra o jogador e um jogo de suspensão, tempos depois a justiça condenou o jogador Rodrigo a pagar uma indenização por agressão, este dinheiro foi dado a instituição de caridade.
No dia 21 de agosto de 2017, Milton Mendes foi demitido, após 5 jogos sem vitórias no Brasileirão . Milton Mendes obteve 46,4% de aproveitamento no Vasco da Gama, muito abaixo do esperado, em 28 jogos com 11 vitórias, 6 empates e 11 derrotas. Deixou um legado de dar oportunidades a jovens jogadores da base do Vasco da Gama, tais como Paulinho (Bayern Leverkusen) a maior venda do Vasco em sua historia, Paulo Vitor, Mateus Vital, Andrey, Bruno Consendey, Ricardo Graça.

### São Bento
Em 30 de agosto de 2019, assinou com o time de Sorocaba. Comandou o time por 11 jogos, com um baixo desempenho, sendo 2 vitórias, 3 empates e 6 derrotas. Pediu demissão depois de ter sido acusado por assedio, e meses depois foi considerado inocente.

### Marítimo
Em dezembo de 2020 assumiu a equipe principal do Marítimo, após comandar a equipe sub-23.
Pediu demissão em 8 de março de 2021, após maus resultados na equipe.

### Retrô
Em 3 de setembro de 2021, assinou contrato com o Retrô após a saída do então treinador Luizinho Vieira, comandou o time de Camaragibe apenas por dois jogos, por ter sido eliminado da Série D do Campeonato Brasileiro.,foi emprestado por alguns jogos pelo time iraniano onde tinha contrato, acabando por não ir  para o clube iraniano, por causa do embargo dos USA e outros países. 

### Carlos A. Mannucci
No dia 20 de abril de 2024 foi anunciado pelo Carlos A. Mannucci do Peru.[carece de fontes?]

### Retorno ao Retrô
No dia 27 de março de 2025, o Retrô acertou a contratação de Milton Mendes. O treinador irá assinar um contrato válido até o final da Série C.

## Estatísticas como treinador
Atualizadas até 26 de maio de 2024
| Equipe              | Jogos | Vitórias | Empates | Derrotas | Aproveitamento |
| ------------------- | ----- | -------- | ------- | -------- | -------------- |
| Machico             | 36    | 13       | 10      | 13       | 45.37%         |
| Paraná              | 14    | 6        | 4       | 4        | 52.38%         |
| Ferroviária         | 20    | 14       | 1       | 5        | 71.67%         |
| Atlético Paranaense | 35    | 17       | 5       | 13       | 53.33%         |
| Kashiwa Reysol      | 3     | 0        | 1       | 2        | 11.11%         |
| Santa Cruz          | 45    | 17       | 12      | 16       | 46.67%         |
| Vasco da Gama       | 26    | 11       | 5       | 10       | 48.72%         |
| Sport               | 12    | 5        | 3       | 4        | 50%            |
| São Bento           | 13    | 2        | 5       | 6        | 28.21%         |
| Marítimo            | 17    | 5        | 2       | 10       | 33.33%         |
| Retrô               | 2     | 0        | 1       | 1        | 16.67%         |
| Carlos A. Mannucci  | 5     | 0        | 3       | 2        | 20%            |
| Total               | 228   | 90       | 52      | 86       | 47.08%         |

## Títulos

### Como jogador
Vasco da Gama Sub-20 (Juniores)
- Campeonato Carioca: 1984

Vasco da Gama
- Taça Guanabara: 1987
- Campeonato Carioca: 1987
- Troféu Ramón de Carranza: 1987

Seleção Carioca
- Campeonato Brasileiro de Seleções Estaduais: 1987

Louletano
- Taça do Algarve: 1989/90

União da Madeira
- Taça da Madeira: 1992/93 e 1994/95

### Como treinador
Qatar SC
- Copa Emir do Catar 2009

Ferroviária
- Campeonato Paulista - Série A2: 2015

Santa Cruz
- Copa do Nordeste: 2016
- Campeonato Pernambucano: 2016

Vasco da Gama
- Taça Rio: 2017

## Prêmios individuais
- Melhor Treinador do  Campeonato Paulista de Futebol - Série A2:  2016
- Melhor treinador do Campeonato Pernambucano: 2016
- Treinador Revelação em 2015 – Prêmio da Federação Paulista de Futebol.
- Treinador Revelação da 2ª Divisão portuguesa em 2004.
- Melhor Jogador estrangeiro em 1992/93 pelo União da Madeira.